# Army Men (игра)
Army Men — тактическая игра в реальном времени, разработанная и изданная The 3DO Company для Windows и Game Boy Color.

## Сюжет
В начале этой игры Sarge поручается простая миссия по разведке на линии фронта — найти некоторые документы — это происходит в трех регионах: пустыне, Альпах и Байо. В конце этой игры Sarge находит странный портал, который приводит к следующему измерению — Real World — и следующей игре. Как рассматривают классические фанаты, это одна из немногих игр, на которых фактически показываются Sarge и его команда как просто пешки в более крупном сражении. Две функции, которые делают эту игру почти уникальной в серии, — это повествование (черно-белые пародии старых времен, хронологические фильмы времен Второй мировой войны) и тот факт, что она часто изображает фронт или другие бои, которые не связаны с основными персонажами.

## Разработка
Army Men изначально разрабатывалась для Panasonic M2, но эта версия так и не была выпущена из-за отмены системы.

## Отзывы
| Сводный рейтинг    | Сводный рейтинг            |
| Агрегатор          | Оценка                     |
| ------------------ | -------------------------- |
| GameRankings       | 60,91 % (ПК) 74,67 % (GBC) |
| Иноязычные издания |                            |
| Издание            | Оценка                     |
| Next Generation    | [ 6 ]                      |

Next Generation провела обзор версии игры для ПК, поставив ей три звезды из пяти, и заявила, что «это надежный, интересный пример жанра, и любой, кто ищет новую стратегическую игру с очень красивой графикой, должен серьезно подумать о приобретении этой».
Агрегатор обзоров GameRankings дал версии для Game Boy Color 74,67 % на основе 6 обзоров и версии для Microsoft Windows 60,91 % на основе 17 отзывов.